# Prosopocera damarensis
Prosopocera damarensis är en skalbaggsart som beskrevs av Stefan von Breuning 1936. Prosopocera damarensis ingår i släktet Prosopocera och familjen långhorningar. Inga underarter finns listade i Catalogue of Life.